# Pedro Figueredo

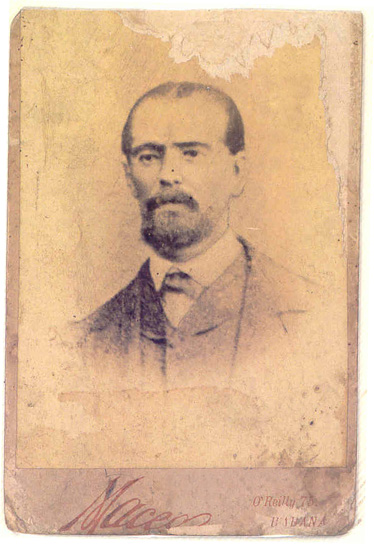
Postkarte mit dem Porträt von Pedro Figueredo

Pedro Figueredo (* 18. Februar 1819 in Bayamo; † 18. August 1870, auch bekannt als Perucho Figueredo im Oriente) war ein kubanischer Rechtsanwalt, Komponist und Pianist, der die kubanische Nationalhymne „La Bayamesa“ komponierte.

## Leben
Figueredo wurde am 12. März 1818 in der Iglesia de San Salvador in Bayamo getauft. Er wurde in den Jahren 1831 bis 1834 im Convento de Santo Domingo in Bayamo ausgebildet. Er erhielt zudem Unterricht im Klavier- und Violinspielen. 1835 wurde er an der Real y Pontificia Universidad de San Gerónimo de La Habana eingeschrieben, wo er Jura studierte. 1838 machte er seinen Bachelor-Abschluss in Zivilrecht und legte vier Tage später seine Prüfungen in kanonischem Recht ab. Um sein Studium zu finanzieren, stimmte er Klaviere. Im Jahr 1841 schiffte er sich nach Spanien ein, um an der Universität Barcelona sein Studium fortzusetzen. Anschließend besuchte er die Universidad Central de Madrid und schloss dort am 5. Januar 1844 sein Studium als Anwalt ab. Er blieb noch bis zum Ende des Jahres in Europa. Am 17. Dezember 1844 erhielt Figueredo vom Colegio de Abogados de Cuba (Anwaltskollegium) die Erlaubnis, als Anwalt in Kuba zu praktizieren und kehrte nach Bayamo zurück. Zunächst kümmerte er sich um die Verwaltung des Eigentums seines Vaters und heiratete 1845 Isabel Vazquez y Moreno.
Nach der Vermählung ließen sie sich auf dem Landgut seines Vaters in Santa María del Rosario nieder. 1848 wurde er zum zweiten ordentlicher Bürgermeister von Bayamo (spanisch Alcalde Ordinario Segundo de Bayamo) ernannt. Er übte seinen Beruf als Anwalt nicht aus, sondern verwaltete das Anwesen seines Vaters. Hier versuchte er, das Leben der Sklaven zu verbessern und entließ sie später in die Freiheit. Bis 1854 arbeitete Figueredo als stellvertretender Richter der Marine und war Mitglied des Stadtrats. Als man ihn beschuldigte ein Porträt der Königin Isabella von Spanien beschädigt zu haben, verließ er Bayamo und zog nach Havanna. Dort begann er 1856 als Anwalt zu praktizieren. Er beschäftigte sich zudem mit der Komposition von Musikstückem und verfasste Artikel für das Literaturmagazin La Piragua. Er unterstützte die Bewegung zur Erlangung der Unabhängigkeit Kubas, die von den spanischen Behörden geschlossen wurde. Nach dem Tod seines Vaters kehrte er nach Bayamo zurück, um sein Erbe anzutreten.
Er schloss sich zu Beginn des Cubanischen Bürgerkriegs gegen Spanien im Jahre 1868 der Unabhängigkeitsbewegung an. Er wurde zum General befördert und führte im Oktober 1868 die revolutionären Streitkräfte in der Schlacht von Bayamo an.

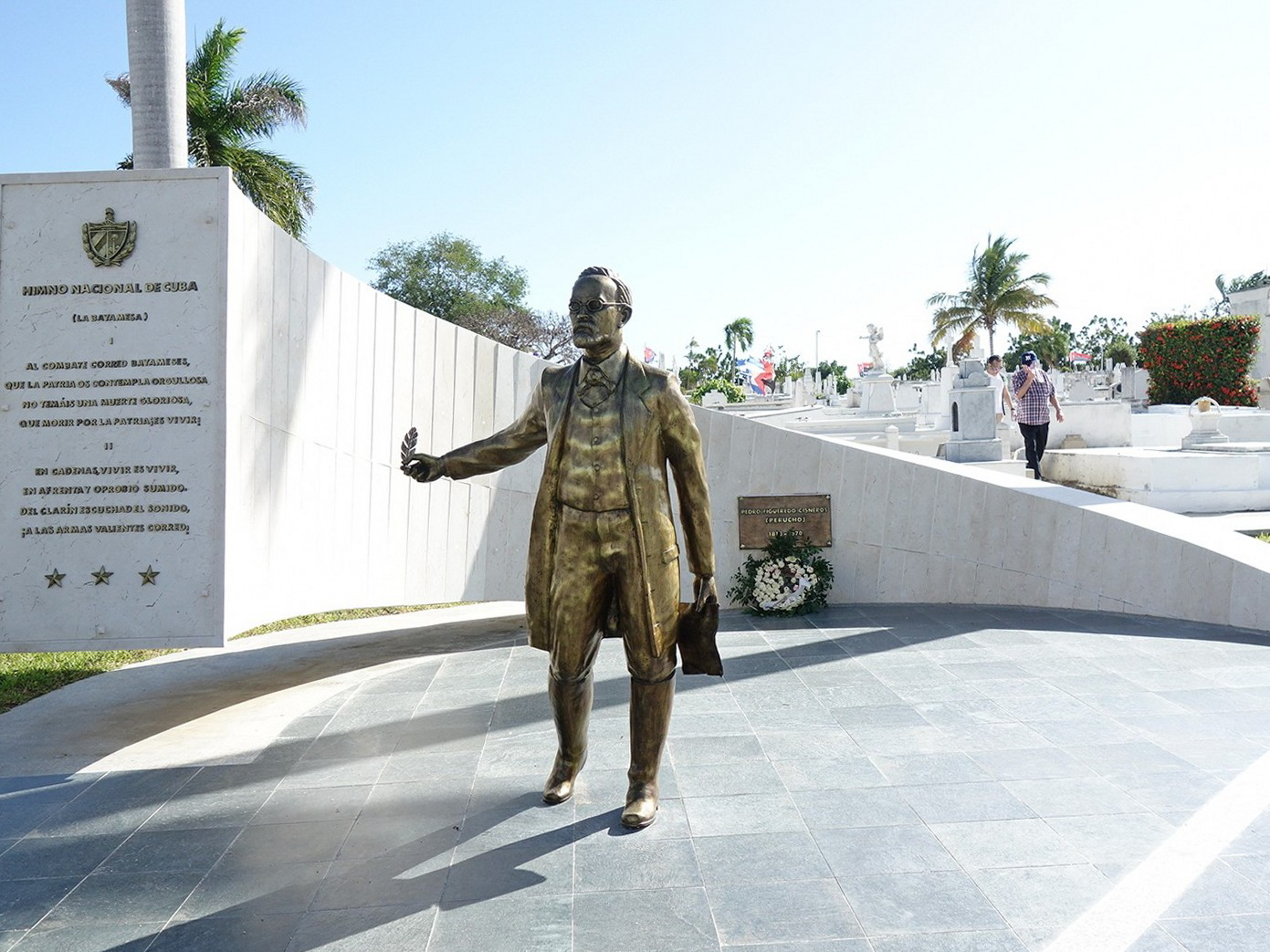
Denkmal fü Pedro Figueredo

Figueredo komponierte die Originalmusikfassung der späteren Nationalhymne vermutlich am 14. August 1867. Die ursprüngliche Fassung des Textes entstand im Herbst 1868, als aufständische Truppen, denen er angehörte, die Stadt Bayamo einnahmen. Das patriotische Lied wurde erstmals öffentlich am Fronleichnamstag 1868 gesungen und war zunächst als Kirchengesang getarnt. Das zweite Mal wurde es bei der Einnahme der Stadt Bayamo am 18. Oktober 1868 gesungen. Figueredo, der als Divisionskommandeur gemeinsam mit seiner Tochter Candelaria durch die eingenommene Stadt ritt und die von Kugeln durchlöcherte Fahne schwang, soll auf der „Plaza de armas“ die Hymne angestimmt haben. Dadurch wurde der Text der Hymne schnell allgemein bekannt. Figueredo wurde von den Spaniern in Santiago de Cuba zum Tod verurteilt und am 17. August 1870 erschossen.